# Soslán Fráyev
Soslán Mijáilovich Fráyev –en ruso, Сослан Михайлович Фраев– (Beslán, 15 de marzo de 1970) es un deportista ruso de origen osetio que compitió en lucha libre. Ganó una medalla de oro en el Campeonato Europeo de Lucha de 1994, en la categoría de 90 kg.

## Palmarés internacional
| Campeonato Europeo | Campeonato Europeo | Campeonato Europeo | Campeonato Europeo |
| Año                | Lugar              | Medalla            | Categoría          |
| ------------------ | ------------------ | ------------------ | ------------------ |
| 1994               | Roma (Italia)      | Medalla de oro     | 90 kg              |